# Seneca Gardens
Seneca Gardens é uma cidade localizada no estado americano de Kentucky, no Condado de Jefferson.

## Demografia
Segundo o censo americano de 2000, a sua população era de 699 habitantes.
Em 2006, foi estimada uma população de 711, um aumento de 12 (1.7%).

## Geografia
De acordo com o United States Census Bureau tem uma área de
0,4 km², dos quais 0,4 km² cobertos por terra e 0,0 km² cobertos por água.

## Localidades na vizinhança
O diagrama seguinte representa as localidades num raio de 4 km ao redor de Seneca Gardens.